# Зірки жердини

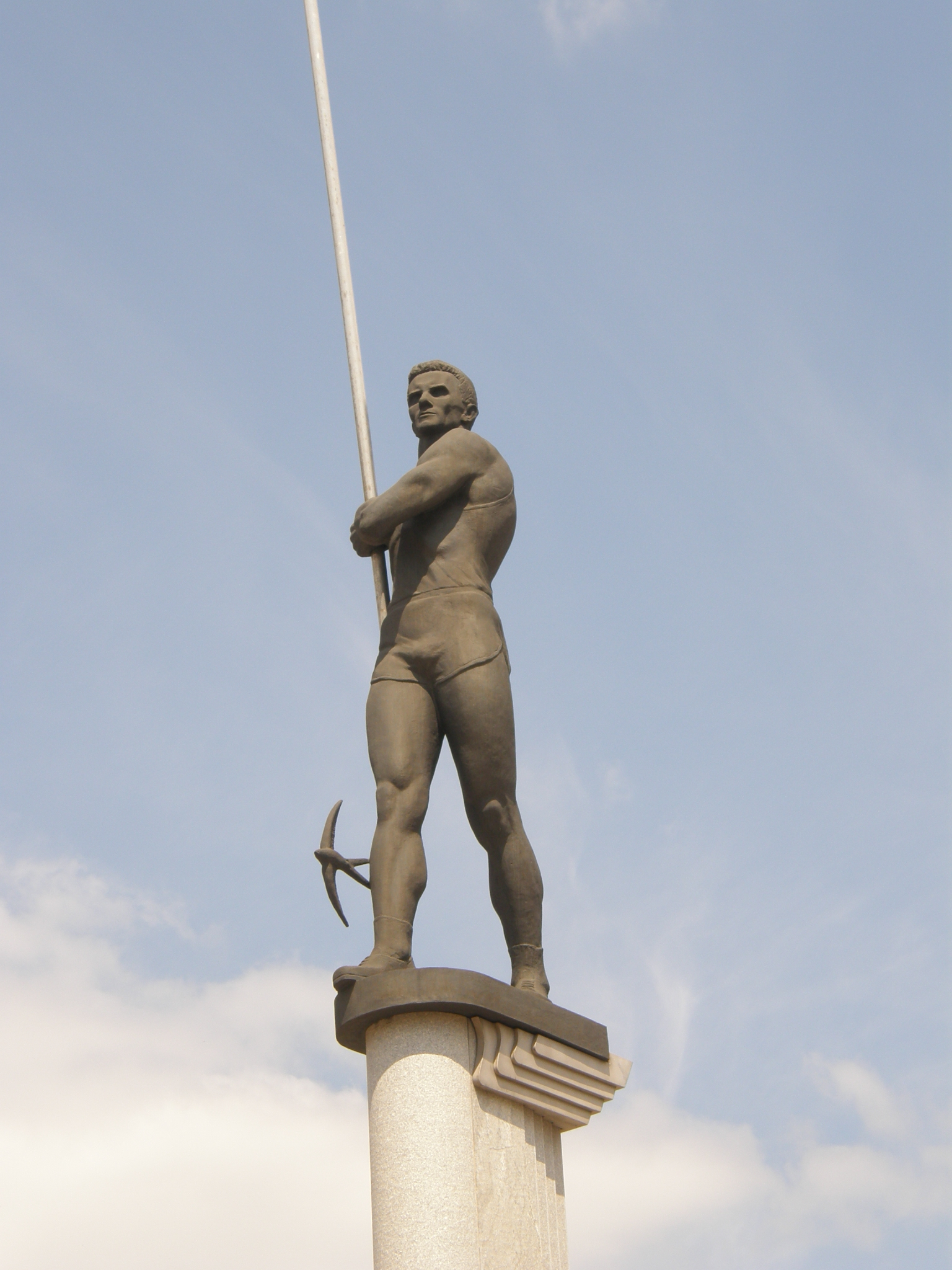
Пам'ятник Сергієві Бубці у Донецьку
Фото А. Бутка, 2009

Зірки Жердини (рос. Звезды Шеста, англ. Pole Vault Stars) — легкоатлетичний турнір зі стрибків з жердиною, який проводиться в Донецьку.

## Історія турніру
Турнір «Зірки Жердини» вперше відбувся 1990 року. 1997 року змагання найсильніших стрибунів із жердиною світу були включені в офіційний спортивний календар Міжнародної асоціації легкоатлетичних федерацій.
Турнір набув величезної популярності в усьому світі. За роки його існування зала донецького Палацу спорту «Дружба» бачив практично всіх найсильніших стрибунів із жердиною світу. На змаганнях встановлено 11 світових рекордів і десятки національних. З 2004 року проходять змагання і серед жінок. За роки проведення турніру в ньому взяли участь 118 атлетів з 30 країн світу.

## Світові рекорди
Чотири рази місто Донецьк ставало свідком встановлення світових рекордів серед чоловіків і вісім — серед жінок. Один з них — 6,15, встановлений прославленим Сергієм Бубкою 1993 року. У жінок 2007 рік ознаменувався новим, п'ятим, світовим рекордом Олени Ісинбаєвої — 5,00. 2010 року Олена Ісінбаєва знову перемогла на турнірі із результатом 4,85 м.
15 лютого 2014 року на турнірі «Зірки жердини» у Донецьку було побито рекорд світу зі стрибків з жердиною, який протримався 21 рік. Олімпійський чемпіон, француз Рено Лавіллені взяв висоту у 6 м 16 см, що на 1 см вище попереднього рекорду, встановленого Сергієм Бубкою.
Рекорди Сергія Бубки
6,05 м (1990), 6,11 м (1991), 6,15 м (1993)
Рекорди Олени Ісинбаєвої
4,81 м (2004), 4,83 м (2004), 4,87 м (2005), 4,91 м (2006), 4,93 м (2007), 4,95 м (2008), 4,97 м (2009), 5 м (2009)
Рекорд Рено Лавіллені
15 лютого 2014 року Рено Лавіллені встановив світовий рекорд для стрибків із жердиною у приміщенні, стрибнувши на висоту 6 м 16 см